# Zöldes
Zöldes (románul Iacobini) falu Romániában, a Partiumban, Arad megyében.

## Fekvése
Honctőtől délre, a Somos vize jobb partja mellett fekvő település. Nagyhalmágytól 15 kilométerre, Borossebestől 20 kilométerre található. A DN79A főút mellett helyezkedik el.

## Története
A falut 1439-ben említette először oklevél Zeldefalu néven. 1441-ben Zewdesfalva, 1445-ben Felsew Zeldes, 1913-ban Zöldes néven írták.
1525-ben Zewldes néven a világosi vár kápolnai kerületéhez tartozott.
1910-ben 614 lakosából 585 román, 26 magyar volt. A népességből 18 fő római katolikus, 585 görögkeleti ortodox, 6 izraelita volt.
A trianoni békeszerződés előtt Arad vármegye Borossebesi járásához tartozott.
A 2002-es népszámláláskor 235 lakosa közül 234 (99,6%) román, 1 fő (0,4%) ukrán nemzetiségű volt.